# Передерій Григорій Петрович

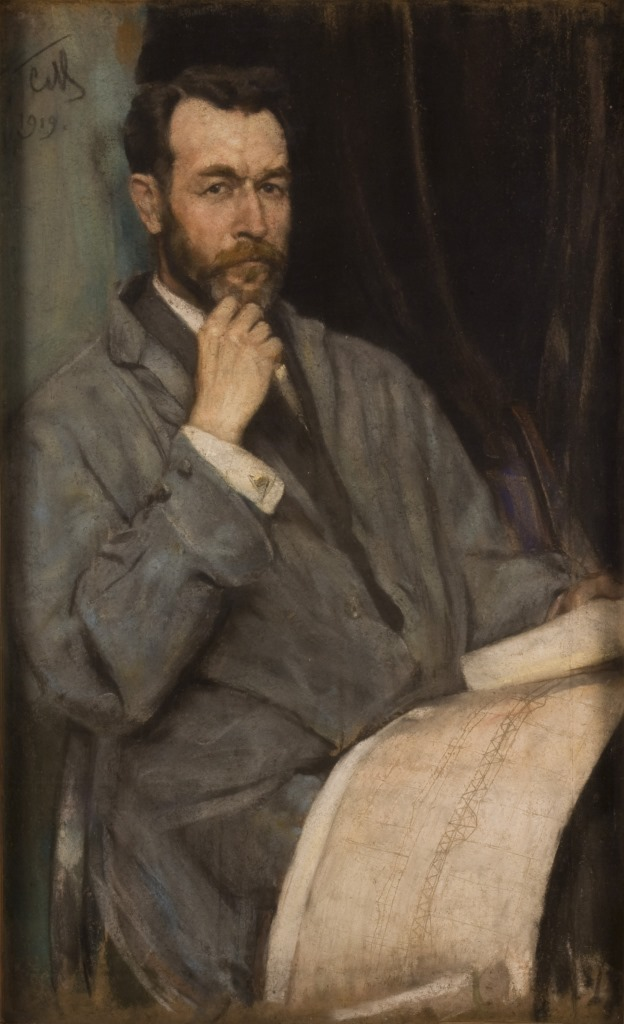
С. В. Малютін. Портрет Г. Передерія. 1919 рік.

Григорій Петрович Передерій (рос. Григорий Петрович Передерий, 29 вересня (11 жовтня) 1871, Єйськ — 14 грудня 1953, Москва) — російський та радянський інженер, мостобудівник.

## Заслуги Передерія в розбудові залізобетонних мостів
До 1917 року у Міністерстві шляхів сполучення дуже обережно ставились до застосування залізобетону в мостах. Не дивлячись на це, саме на початку XX століття, ще тоді професор Передерій розробив низку проектів великих міцних залізобетонних мостів, які пізніше були побудовані.
Вклад Передерія: — згідно пропозиції управління «Ленинграджелдор» і під керівництвом професора Передерія були розроблені варіанти із застосування залізобетонних консольних балок, наскрізних ферм і арок; — у періоді 1930—1935 років Передерій керував Ленінградським відділенням Центрального науково-дослідного інститут транспортного будівництва, реорганізований 1934 року у Мостове бюро ЛПЗТа. Тут під його керівництвом здійснено багато визначних робіт; — було розроблено близько 40 різних проектів збірних мостів і труб, в тому числі балочні малі мости, збірні прогонні споруди із наскрізними фермами, арочні мости і шляхопроводи, збірні опори ящикового і рамкового типу; запропонував стик з петлевою арматурою, який згодом отримав широке застосування під назвою «стик Передерія»; — характерні особливості рішення Передерія завдань у галузі залізобетонних мостів є:
- вибір найбільш доцільної конструкції прогонної споруди;
- обґрунтування способів розрахунку при позиції нових конструктивних рішень, особливостей армування;
- застосування моделювання з метою перевірки конструктивних рішень, не застосовуваних ще у практиці будівництва; — для проектів, розроблених Г. П. Передерієм, характерне новаторство — багато його пропозицій випередили час на 15-20 років; — детально досліджував питання про так звану трубчасту арматуру для арок мосту.

Праці Передерія заклали основи початку розробки проблеми збірного залізобетонного мостобудування. Особливо цінний внесок цими працями зроблено в галузі мостів малих прогонів, де була висунута ним ідея безбаластних залізобетонних мостів.

## Роботи
- Бородинський міст через Москву-ріку в Москві (1910; арх. Іван Фомін; конкурс).
- Естакада залізобетонна арочна моста через Амур в Хабаровську (1916).
- Жовтневий міст в Вологді (1928—1931).
- Володарський міст в Ленінграді (1932—1936; перебудований).
- Міст Лейтенанта Шмідта в Ленінграді (1936—1938; перебудований).
- Кузнечевський міст в Архангельську (1956).

## Нагороди
- Орден Леніна
- Орден Трудового Червоного Прапора
- Орден Червоної Зірки
- Сталінська премія (1943)